# Sinochem
Sinochem Corporation (chinesisch 中国中化集团公司, Pinyin Zhōngguó Zhōng Huà Jítuán Gōngsī) ist ein chinesisches, staatliches Chemieunternehmen mit Sitz in Peking. Es gehört zur Sinochem Holdings.
Sinochem ist an den Raffinerien Quanzhou (12 Mio. t/a), WEPEC (Dalian West Pacific Petrochemical Co., 10 Mio. t/a) und Shandong Hongrun beteiligt. Außerdem betreibt das Unternehmen 600 Tankstellen und ist Besitzer von Sinofert, China Seed sowie Sinochen Lantian. 2010 erwarb Sinochem eine Beteiligung an dem von Statoil geführten Ölprojekt Peregrino vor der brasilianischen Küste.

## Geschichte
Die Sinochem wurde 1950 als China Import Co., Ltd. gegründet. Nach mehreren Namenswechseln wurde sie 2003 in Sinochem Group umbenannt. 2021 fusionierte sie mit ChemChina zur Sinochem Holdings Corporation Ltd. Dieses neue Unternehmen soll ca. 150 Milliarden Dollar Umsatz erzielen.

## Tochtergesellschaften
Sinofert ist Chinas größter Düngemittelimporteur betreibt ein großes Distributionsnetzwerk mit mehreren tausend Verkaufsstellen. 2015 wurden 13 Mio. t Dünger verkauft.
Sinochen Lantian stellt Fluorchemikalien her.